# Circuit d'aérodrome
Un circuit d'aérodrome aussi appelé tour de piste est une trajectoire que doit effectuer un avion en vol à vue aux abords d'un aérodrome pour atterrir dans des conditions normales de sécurité.
La définition des Règles de l'air est : Trajet de principe associé à un aérodrome indiquant les manœuvres successives que doivent effectuer en tout ou partie les aéronefs en vol utilisant l’aérodrome.

Tour de piste classique pour un avion léger type Cessna 172 (ce schéma peut changer selon l'aérodrome, s'informer auprès des services d'informations aéronautiques).

| no    | Français                                  | Anglais                                    |
| ----- | ----------------------------------------- | ------------------------------------------ |
| 1     | aire de trafic                            | traffic area                               |
| 2     | point d'attente                           | holding point                              |
| 3     | aligné                                    | line up                                    |
| 4     | montée initiale                           | initial climb                              |
| 5     | vent traversier                           | crosswind                                  |
| 6     | vent arrière, travers mi-piste            | downwind                                   |
| 6 bis | fin de vent arrière                       | end of downwind                            |
| 7     | entrée en base (à l'extérieur du circuit) | base leg entry                             |
| 7 bis | base                                      | base leg                                   |
| 8     | dernier virage                            | last turn                                  |
| 9     | longue finale (à la hauteur du circuit)   | long final (at the traffic circuit height) |
| 9 bis | finale                                    | final                                      |
| 10    | piste dégagée                             | runway vacated                             |